# Тихонова, Тамара Ивановна
Тама́ра Ива́новна Ти́хонова (в браке — Во́лкова; 13 июня 1964, Ковалёво, Удмуртская АССР, РСФСР, СССР) — советская и российская лыжница. Двукратная олимпийская чемпионка и двукратная чемпионка мира, одна из лидеров мирового лыжного спорта в конце 80-х годов XX века. Многократная чемпионка СССР. Заслуженный мастер спорта СССР (1988). В течение одного сезона (1992/93) выступала в биатлоне. По национальности удмуртка.

## Биография

### Лыжные гонки
Начала серьёзно заниматься лыжным спортом со школьного возраста. Первым тренером Тамары стал учитель физкультуры и Заслуженный тренер Удмуртии Чечегов В. Е. В юношеские годы тренировалась у Заслуженного тренера СССР Плеханова С. Я.
В 1982 году знаменитая советская лыжница Галина Кулакова на своих проводах из большого спорта передала в знак преемственности поколений собственные лыжи юной Тамаре Тихоновой. В 1982 году Тихонова вошла в молодёжную сборную «Дружба» (позже все республиканские ДСО были объединены во всесоюзные и Тамара стала выступать за спортивное общество «Урожай»).
Тамара Тихонова дебютировала на Кубке мира в сезоне 1983/1984 годов. 24 марта 1984 года 19-летняя гонщица приняла участие на этапе в Мурманске, где заняла 20 место в гонке на 20 км. В эти годы на международной арене традиционно доминировали скандинавские лыжницы (финки, шведки и особенно норвежки). Из советских лыжниц достойную конкуренцию многие годы им составляла только Раиса Сметанина. Вместе с Тамарой Тихоновой уже в следующем сезоне дебютирует команда молодых советских лыжниц и соотношение сил в мировом лыжном спорте существенно изменится в пользу сборной СССР (затем России).
В сезоне 1984/1985 годов Тамара Тихонова на постоянной основе участвует в Кубке мира. На трех этапах Кубка мира (Давос, Клингенталь и Нове-Место) она в десятке сильнейших. В итоговой классификации лыжница занимает 15 место. Главным её достижением в сезоне становится титул чемпионки мира. Вместе с подругами по команде (Сметаниной, Васильченко и Резцовой) Тамара выигрывает золото в эстафете на чемпионате мира в австрийском Зеефельде.
В сезоне 1985/1986 годов результаты Тихоновой несколько снижаются. На двух североамериканских этапах она показала лучшие результаты в сезоне, заняв 10 и 11 места в Канаде и США соответственно. В зачете Кубка мира лыжница на 23 позиции.
Кубковый сезон 1986/1987 годов гонщица пропустила. Она приняла участие в 13-й Зимней Универсиаде в чехословацком Штрбске-Плесо. Выиграла золото в личной гонке на 5 км и серебро в эстафете.
С сезона 1987/1988 годов Тамара Тихонова становится одним из лидеров мирового лыжного спорта. К олимпийскому сезону гонщица подошла в наивысшей спортивной форме. В преддверии Олимпиады 16 декабря 1987 года Тихонова выигрывает свою первую личную гонку на этапе в югославском Бохине (гонка на 10 км свободным стилем). На Олимпиаде в Калгари Тамара Тихонова добилась своего звездного часа — она стала олимпийской чемпионкой в индивидуальной гонке на 20 км свободным стилем, выиграла ещё одно золото в составе эстафетной четверки (вместе с Нагейкиной, Гаврылюк и Резцовой), завоевала серебро в спринтерской классической гонке на 5 км. В четвёртом виде олимпийской программы — гонке на 10 км классикой, Тихонова заняла высокое 5 место. В итоговой классификации Кубка мира гонщица заняла 4 место.
Сезон 1988/1989 годов стал для Тихоновой продолжением триумфа предыдущего цикла. В этом сезоне на небосклоне Кубка мира зажглась суперзвезда из СССР — новый лидер Кубка мира 20-летняя Елена Вяльбе, которая целое десятилетие будет доминировать в лыжном спорте. Тихонова в этот момент твердо № 2 вслед за Вяльбе. На этапах Кубка мира Тихонова трижды становится второй в индивидуальных гонках и единожды была второй в составе эстафеты. На чемпионате мира в финском Лахти гонщица выигрывает две медали — серебро в эстафете и бронзу в индивидуальной гонке на 10 км свободным стилем. В общем зачете Тихонова занимает третье место (лучшая позиция в её спортивной карьере).
В сезоне 1989/1990 годов Тихонова продолжает оставаться в десятке сильнейших в мировой классификации. Советская женская сборная в этот период сильнейшая в мире, конкуренция в сборной высочайшая. Помимо Вяльбе Тамару Тихонову оттесняют на вторые роли подруги по команде — Лазутина, Егорова и Нагейкина. На этапах Кубка мира спортсменка не смогла завоевать индивидуальные пьедесталы (лишь один раз первенствовала в составе эстафетной четверки), но стабильные выступления позволили ей завершить сезон на 7 месте в итоговом зачете.
В сезоне 1990/1991 годов Тихонова остается на седьмом месте итоговой классификации. На этапах Кубка мира она выигрывает одну гонку в составе эстафеты, дважды была второй (один раз в эстафете) и один раз третьей. На чемпионате мира в Валь-ди-Фьемме Тихонова выигрывает бронзу в индивидуальной гонке на 10 км коньком и становится чемпионкой в составе эстафеты (вместе с Вяльбе, Егоровой и Сметаниной).
Сезон 1991/1992 годов стал последним в беговых лыжах для Тихоновой. В этот олимпийский год её результаты заметно снизились, наметился кризис в спортивной карьере лыжницы. Только на этапе в канадском Silver Star Тамара была в десятке сильнейших. На Олимпиаде в Альбервилле она не стартовала. В итоговом зачете спортсменка опустилась на 26 место. По окончании сезона Тихонова предприняла попытку перейти в биатлон.

### Биатлон
В 1992 году, после непопадания в состав лыжной сборной на Олимпиаду-1992, получила приглашение от сборной России по биатлону. Дебютировала на Кубке мира 16 января 1993 года в спринте на этапе в Оберхофе, заняв 17-е место. Спустя неделю в спринте в Антерсельве показала свой лучший результат на уровне Кубка мира в личных видах, заняв девятое место. В составе эстафетной команды на этапе в Лиллехамере стала серебряным призёром.
На чемпионате мира 1993 года в болгарском Боровце принимала участие только в спринте, где финишировала 59-й.
По окончании сезона 1992/93 приняла решение завершить карьеру.

## Достижения
- Орден Почёта (8 июля 2024 года) — за заслуги в области физической культуры и спорта, многолетнюю добросовестную работу[4].
- Орден Трудового Красного Знамени[2]
- Почётный гражданин Удмуртской Республики[5]
- Двукратная чемпионка Олимпийских игр 1988 года в Калгари на дистанции 20 км и в эстафете 4х5 км (также серебряная медаль на дистанции 5 км).
- Чемпионка мира 1985, 1991 годов в эстафете.
- Бронзовый призёр чемпионатов мира 1989, 1991 годов в гонке на 10 км.
- Третье место в зачете Кубка мира по итогам 1989 года.
- Чемпионка СССР в эстафете (1985, 1989).

## Результаты на Кубке мира по лыжным гонкам
| Сезон   | Место | Очки |
| ------- | ----- | ---- |
| 1984/85 | 15.   | 47   |
| 1985/86 | 23.   | 13   |
| 1986/87 | -     | -    |
| 1987/88 | 4.    | 81   |
| 1988/89 | 3.    | 93   |
| 1989/90 | 7.    | 76   |
| 1990/91 | 7.    | 82   |
| 1991/92 | 26.   | 13   |

## Личная жизнь. Жизнь после спорта
Воспитывалась отцом и мачехой, её мать умерла при родах. В семье было 8 братьев и сестёр.
Была замужем (1991—1998) за биатлонистом из Ижевска Александром Волковым.
Тамара Тихонова окончила факультет физического воспитания Удмуртского государственного университета. С 2000-х годов является тренером женской молодёжной сборной Удмуртии по лыжным гонкам.
В 2016—2018 годах — председатель федерации лыжного спорта Удмуртии.